# Дзингаса

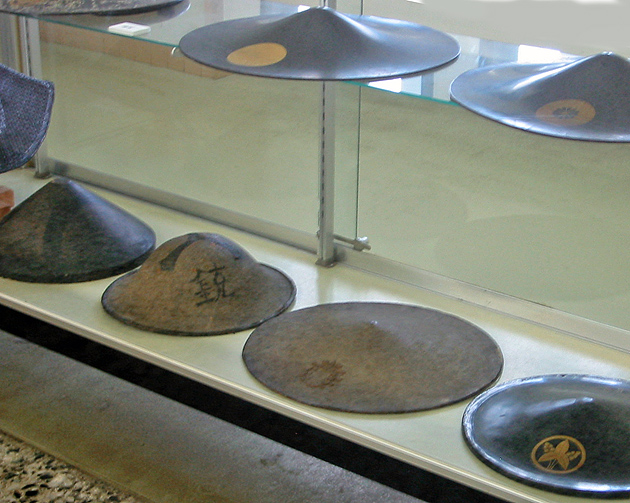
Дзингасы разных типов. Замок Гифу.

Дзингаса (яп. 陣笠 — «военная шляпа») — тип японских шлемов, происходящих от головного убора каса.

## История
Особую популярность дзингасы получили в середине и конце периода Эдо (1603—1868). Применялись различными слоями населения от самураев до простого народа; но особое распространение получили у пехотинцев асигару. Эти шлемы отличались разнообразием форм и материалов. Они могли быть сделаны из железа, кожи, бумаги, дерева или бамбука. Отличительной особенностью являлась малая высота и очень широкие поля шлема. При этом поля и тулья были одним целым, а зачастую и неотличимы друг от друга. Металлические шлемы склёпывались из нескольких сегментов, в отличие от европейских капеллин (где поля приклёпывались к тулье). Рассчитывались они больше на защиту от солнечного света и осадков, чем от холодного оружия. Дзингасы обычно покрывались лаком (чаще — чёрным), снабжались подшлемниками в виде подушечек, на голове фиксировались подбородочным ремнём, прикреплённым к шлему через кольца. Иногда имели тканевую защиту шеи, прикрепляемую на дополнительные кольца.

## Типология
Выделяют несколько типов дзингаса:
- Топпай-гаса. Имели коническую или пирамидальную форму. Использовались, в частности, огнестрельщиками.
- Итимондзи-гаса. Отличались плоской формой с небольшим возвышением в центре.
- Бадзё-гаса. Шлемы-шляпы для верховой езды, имели форму, близкую к колоколовидной, иногда с приподнятыми спереди полями.

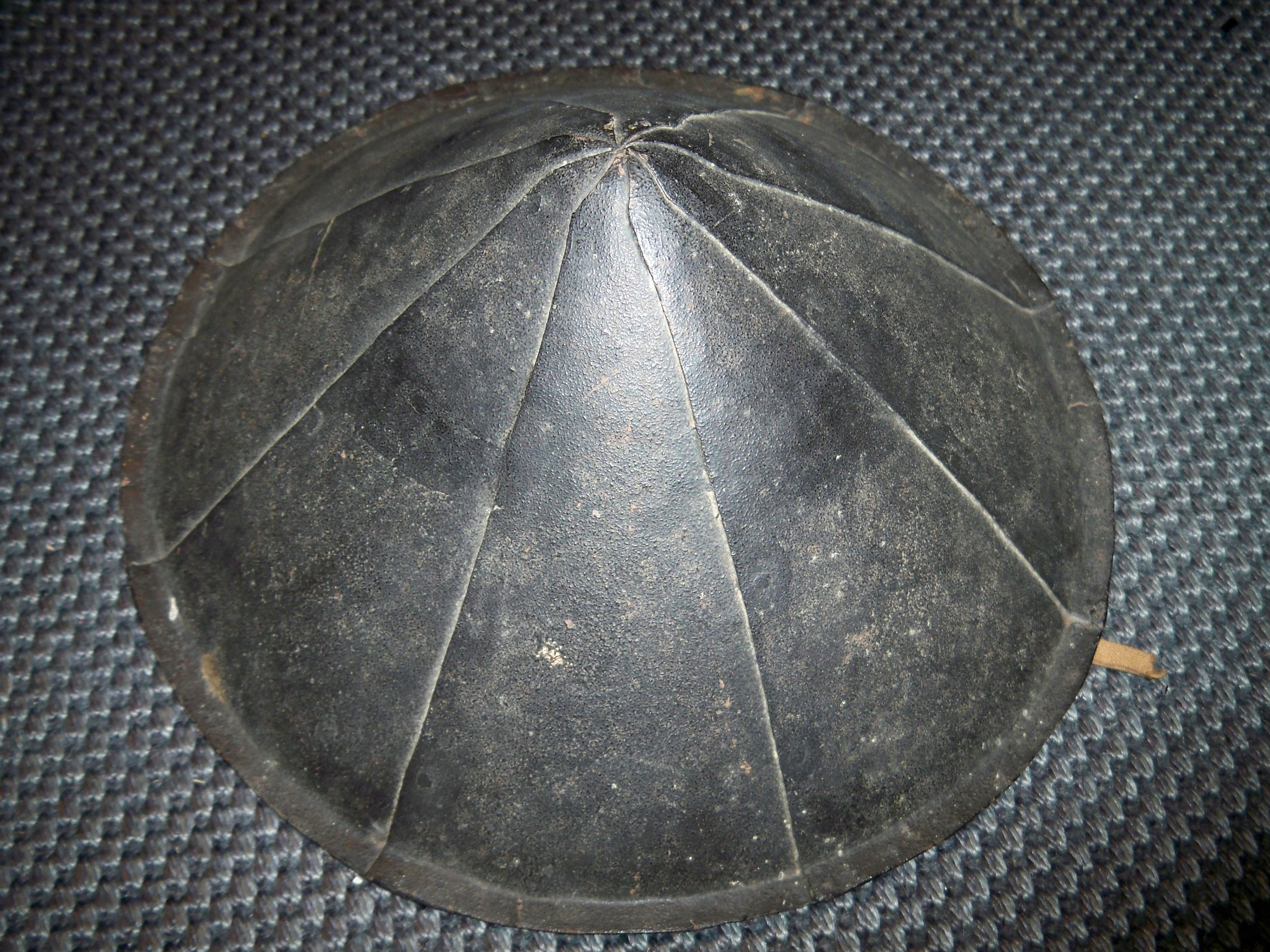
Металлическая топпай-гаса
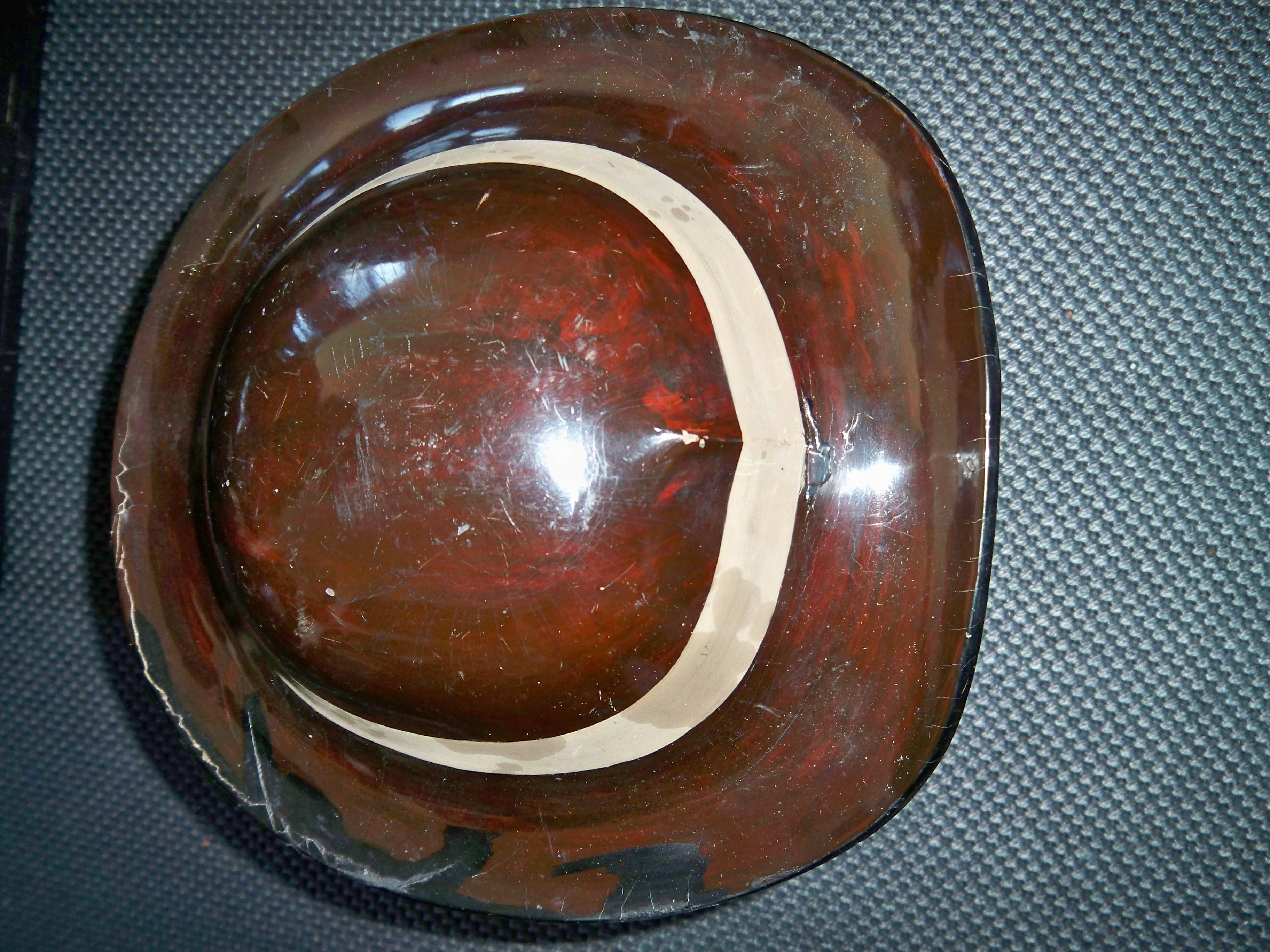
Бадзё-гаса
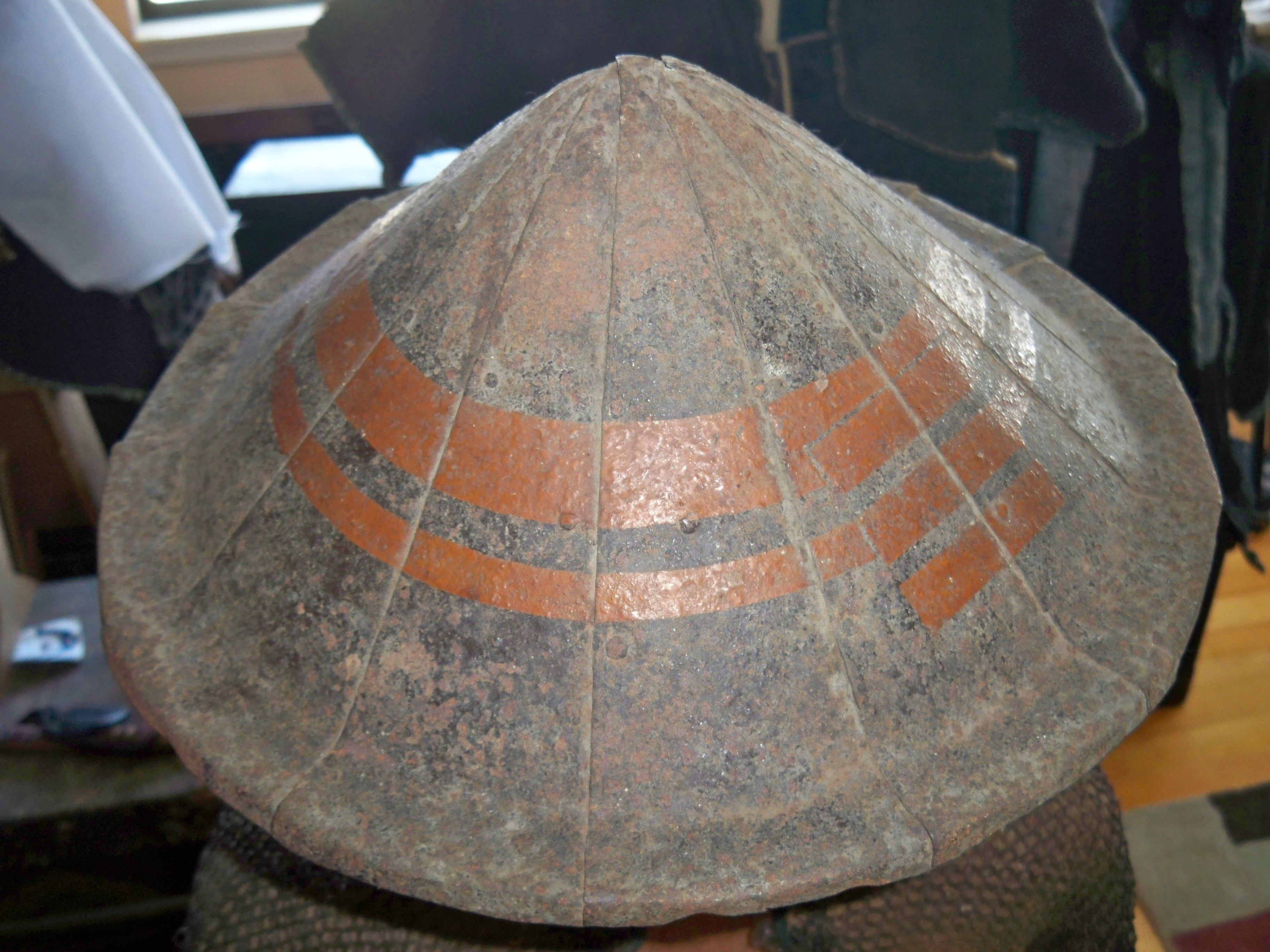
Топпай-гаса